# Bones (The Killers)
Bones is de tweede single van het album Sam's Town van The Killers. De single kwam op 27 september 2006 uit in Groot-Brittannië. Het werd daar een top 20-hit.
Het nummer behaalde de eerste positie in de Kink 40 van Kink FM, maar bereikte de Nederlandse Single Top 100 en de Nederlandse Top 40 niet.